# 2009 en Cisjordanie
| 2007 en Cisjordanie            | 2008 en Cisjordanie            | 2009 en Cisjordanie            | 2010 en Cisjordanie            | 2011 en Cisjordanie            |
| 2007 en Palestine              | 2008 en Palestine              | 2009 en Palestine              | 2010 en Palestine              | 2011 en Palestine              |
| 2007 dans la bande de Gaza     | 2008 dans la bande de Gaza     | 2009 dans la bande de Gaza     | 2010 dans la bande de Gaza     | 2011 dans la bande de Gaza     |
| 2007 en Israël                 | 2008 en Israël                 | 2009 en Israël                 | 2010 en Israël                 | 2011 en Israël                 |
| 2007 par pays au Proche-Orient | 2008 par pays au Proche-Orient | 2009 par pays au Proche-Orient | 2010 par pays au Proche-Orient | 2011 par pays au Proche-Orient |

## Chronologie

### Janvier 2009
- Dimanche 4 janvier 2009 : un manifestant palestinien de 21 ans a été mortellement touché lorsque des soldats israéliens ont ouvert le feu en direction d'un groupe de Palestiniens qui jetaient des pierres dans leur direction près de la barrière de séparation israélienne à Qalqilya (nord).

- Mardi 6 janvier 2009 : l'armée israélienne procède à l'arrestation du maire d'El-Bireh (proche de Ramallah) et de deux députés soupçonnés d'appartenir au Hamas.

- Jeudi 8 janvier 2009 : un Palestinien est tué par la police israélienne alors qu'il tentait d'incendier une station-service dans la colonie de Michor Adoumim.

- Vendredi 9 janvier 2009 : trois importantes manifestations à Ramallah, à Hébron et à Naplouse. À Ramallah, des heurts ont opposé des sympathisants des partis palestiniens rivaux Fatah et Hamas qui a appelé les Palestiniens à marquer « une journée de la colère ». Les forces de l'ordre palestiniennes, présentes en nombre, ont interpellé des manifestants qui scandaient des slogans à la gloire du Hamas et sa branche militaire. À Hébron, dans le Sud de la Cisjordanie, quelque 3 000 Palestiniens ont manifesté à l'appel du Hamas, dans la partie de la ville sous contrôle israélien. Ils ont jeté des pierres sur les soldats israéliens qui ont riposté en tirant des balles caoutchoutées et des gaz lacrymogènes. À Naplouse, dans le Nord de la Cisjordanie, des milliers de manifestants ont crié « mort à Israël » et scandé des slogans appelant à l'unité palestinienne. Un drapeau de l'État hébreu a été brûlé.

- Mardi 13 janvier 2009 : selon la police, un colon israélien « originaire de l'implantation d'Emmanuel, a ouvert le feu après avoir été attaqué à coups de pierres » et a tué un jeune Palestinien de 15 ans à l'est de Qalqiliya.

- Lundi 19 janvier 2009 : un automobiliste israélien a été grièvement blessé ce soir par des tirs de Palestiniens qui circulaient eux aussi en voiture, près de la colonie de Kochav Ha Shahar, située à proximité de Ramallah. Ce genre d'incidents est courant.

- Mercredi 28 janvier 2009 : selon un rapport du mouvement anticolonisation « La Paix Maintenant », le nombre de bâtiments construits dans les colonies de peuplement israéliennes en Cisjordanie occupée a augmenté de 60 % en 2008.

### Février 2009
- Lundi 2 février 2009 : Un Palestinien qui avait ouvert le feu en direction d'une patrouille israélienne alors qu'il se trouvait dans une voiture arrêtée à proximité d'un barrage militaire, près de Beit Yatir, au sud d'Hébron, a été tué par les soldats israéliens qui ont riposté.

- Jeudi 5 février 2009 : L'armée israélienne a tué à l'aube un militant palestinien, membre des Brigades Al Qods, la branche armée du Jihad islamique. Il a été abattu à son domicile à Qabatiya, près de Jénine, alors qu'il menaçait avec une arme les soldats venus l'arrêter pour son implication dans des attaques anti-israéliennes. Un engin explosif, des armes et des munitions ont été trouvés dans la maison.

- Vendredi 13 février 2009 :
  - L'armée israélienne a découvert lors de perquisitions dans la localité de Qabatiya (nord), une charge explosive de 5 kilos et un engin explosif dans un tuyau de plomb.
  - Un Palestinien de quatorze ans a été touché à la poitrine lorsque des soldats israéliens ont ouvert le feu sur des jeunes qui lançaient des pierres en leur direction dans la partie de Hébron sous contrôle de l'armée israélienne.
  - 13 détenus de la prison de Jéricho se sont évadés. Parmi eux, un Palestinien accusé d'avoir planifié un attentat contre le premier ministre israélien Ehud Olmert et 4 autres étaient incarcérés pour des raisons politiques ou des délits liés à la sécurité.

- Lundi 16 février 2009 :
  - Israël a pris le contrôle d'une parcelle de 172 hectares en Cisjordanie, ouvrant la voie à une possible construction de 2 500 maisons dans le cadre de l'extension d'une colonie juive de peuplement. La colonie concernée, Efrat, abrite déjà quelque 1 600 familles au sud de Jérusalem. Au terme de son extension, la colonie devrait compter 30 000 habitants[1].

- Lundi 23 février 2009 :
  - Le président du Conseil italien Silvio Berlusconi annonce « un plan de soutien à l'économie de la Cisjordanie » que l'Italie veut présenter lors du sommet du G8 qu'elle présidera, en juillet 2009. Ce plan « prévoit la création d'un aéroport international pour faire venir les touristes catholiques sur les Lieux Saints à partir de Bethléem » ainsi que « la construction d'hôtels de la part des principaux groupes du secteur et d'établissements des plus grands groupes internationaux ».

### Mars 2009
- Lundi 2 mars 2009 : Selon la radio militaire israélienne, le ministère de l'Habitat israélien a préparé des plans de colonisation intensive visant à quasiment doubler le nombre de colons en Cisjordanie occupée.

- Mercredi 11 mars 2009 : Un Palestinien de 17 ans a été tué et deux autres blessés par des soldats israéliens près de Ramallah alors qu'ils lançaient des pierres avec d'autres Palestiniens en direction de soldats israéliens en opération qui ont riposté en ouvrant le feu. Selon les Israéliens un groupe de Palestiniens a lancé des bouteilles incendiaires vers des véhicules militaires dont un a pris feu.

- Dimanche 15 mars 2009 : Deux policiers israéliens sont tués par balles dans la soirée près de la localité de Messoua (nord de la vallée du Jourdain). L'attaque est revendiquée par un « groupe Imad Moughnieh », du nom du responsable militaire du Hezbollah tué en février 2008 à Damas.

### Avril 2009
- Jeudi 2 avril 2009 : Un adolescent israélien de 16 ans, de la colonie de Bat Ayin, a été tué et un enfant israélien de sept ans a été blessé, à coups de hache par un Palestinien qui a réussi à s'enfuir.

- Samedi 4 avril 2009 :
  - Des gardes-frontières israéliens ont tiré et tué une Palestinienne qui avait ouvert le feu sur eux près de Beersheva (Néguev).
  - Des colons israéliens ont manifesté violemment ce soir à Hébron contre l'ouverture d'un axe de circulation pour des Palestiniens. Des dizaines de jeunes colons ont lancé des pierres en direction de maisons palestiniennes et brisé des vitres de voitures avant que la police ne les disperse.

- Mercredi 8 avril 2009 : Violente bagarre entre colons israéliens de la colonie de Bat Ayin une des plus radicales de Cisjordanie et des habitants du village de Safra qui auraient jeté des pierres. Les colons ont ouvert le feu et blessés 6 Palestiniens.

- Dimanche 12 avril 2009 : Le ministère de l'Intérieur de l'Autorité palestinienne annonce la découverte d'« un laboratoire d'explosifs dans une mosquée de Qalqiliya […] prêts à l'utilisation […] ce laboratoire appartenait au Hamas », de nombreuses personnes ont été arrêtées et interrogées.

- Vendredi 17 avril 2009 : Un Palestinien d'une trentaine d'années est tué par l'armée israélienne à Bilin par un tir direct de grenade lacrymogène lors d'une manifestation contre la barrière de séparation.

- Samedi 18 avril 2009 : Des soldats israéliens ont tué par balle un jeune Palestinien de 16 ans et blessé un autre de 19 ans qui avec leur groupe lançaient des cocktails Molotov contre l'entrée de la colonie juive de peuplement de Beit El.

- Vendredi 24 avril 2009 : Affrontements entre une centaine de colons juifs venus de Yitzhar et les Palestiniens du village de Ourif, sept Palestiniens et trois colons ont été blessés. L'armée a dispersé les émeutiers.

- Dimanche 26 avril 2009 : Une commission du ministère israélien de l'Intérieur recommandé l'annexion de 1 200 hectares supplémentaires à Ma'aleh Adumim, petite colonie de Kedar deuxième colonie la plus peuplée de Cisjordanie.

- Lundi 27 avril 2009  :
  - Dans le nord de la  Cisjordanie, un adolescent palestinien de 15 ans est grièvement blessé par des colons juifs, qui circulant à bord d'une voiture, ont ouvert le feu sur lui. Cet incident a eu lieu près du village palestinien de Madama, au sud de la ville de  Naplouse,  non loin de la colonie juive de Yitzhar
  - Dans le sud de la Cisjordanie, un Palestinien de 62 ans est blessé aux jambes par des tirs de soldats israéliens au point de passage de Tarqoumya.

### Mai 2009
- Samedi 2 mai 2009 : Deux Palestiniens sont blessés lors de heurts entre des colons armés de Bat Ayin et des habitants du village de Safa.

- Jeudi 21 mai 2009 : la police israélienne annonce le démantèlement d'une colonie sauvage en Cisjordanie et l'évacuation de ses habitants. « Sept cabanes de tôle érigées sans permis » ont été détruites. Elles constituaient un avant-poste de Maoz Esther, près de la colonie de Kohav Ha Shahar (à l'est de Ramallah) et elles étaient occupées « par trois à quatre familles et quelques célibataires ».

- Mercredi 22 mai 2009 : dix manifestants palestiniens ont été blessés lors de deux manifestations contre la barrière de séparation. Cinq dans le village de Nilin (ouest de Ramallah) et cinq autres près de Bilin, où selon les gardes-frontières israéliens, « les forces de l'ordre ont fait usage de matériel anti-émeute pour disperser 400 manifestants qui lançaient des pierres et des bouteilles incendiaires ».

- Lundi 25 mai 2009 : à la suite de sa récente rencontre avec le président américain Barack Obama à la Maison Blanche, le premier ministre israélien Benjamin Netanyahu semble, lors d'une réunion du Likoud, avoir fait évoluer sa position par rapport aux colonies juives en Cisjordanie, proposant de démanteler rapidement des colonies sauvages afin de bénéficier d'un soutien accru de l'administration Obama face à la menace d'un Iran nucléaire : « Il y a des sujets qui sont plus importants et plus urgents, comme la menace iranienne. Il y a des choses sur lesquelles nous devons faire des compromis […] et c'est pourquoi je veux prendre des décisions impopulaires comme évacuer des colonies sauvages […] La menace iranienne l'emporte sur tout […] La première chose à faire est d'assurer l'existence de l'État d'Israël »[2].

- Jeudi 28 mai 2009 : Un chef de la branche armée du Hamas, Abdel Majid Doudine (45 ans), recherché depuis 1995 pour des attentats en Israël, a été tué aujourd'hui par des soldats et des policiers israéliens lors d'un échange de tirs près du village de Doura (sud-ouest d'Hébron).  L'un de ces attentats, en juillet 1995 à Ramat Gan, près de Tel-Aviv, avait fait six morts, et le second, commis en août 1995 contre un bus à Ramat Eshkol, à Jérusalem, avait fait quatre morts et une centaine de blessés. Son bras droit a été arrêté dans l'opération[3].

- Dimanche 31 mai 2009 : Une fusillade à Qalqilya entre des combattants du Hamas et des policiers partisans du Fatah, cause la mort d'au moins 6 personnes. Trois des victimes sont des policiers partisans du Fatah, le parti du président de l'Autorité palestinienne Mahmoud Abbas, deux autres sont des membres du Hamas rival, et la dernière est un civil. La fusillade a éclaté lorsque les policiers ont tenté d'arrêter des membres du Hamas.

### Juin 2009
- Lundi 1er juin 2009 :
  - Le premier ministre israélien Benjamin Netanyahu rejette la demande américaine de geler la colonisation en Cisjordanie : « Nous ne pouvons pas geler la vie dans les implantations […] Il y a des demandes raisonnables et d'autres inacceptables. Le sort définitif des implantations sera décidé lors d'un accord final sur le statut ». Le gouvernement israélien ne construira pas de nouvelles colonies et détruira les avant-postes illégaux mais n'empêchera pas l'expansion naturelle des colonies existantes. Au sujet des négociations, il a réaffirme qu'il est prêt à reprendre immédiatement et sans conditions préalables des négociations de paix avec les Palestiniens, « pas seulement sur des questions économiques et sécuritaires mais aussi diplomatiques », dont « tous les pouvoirs souverains leur permettant de se gouverner eux-mêmes, à l'exception de ceux qui mettent notre sécurité en danger », mais « à la fin du processus de paix, ils devront reconnaître l'État d'Israël comme l'État du peuple juif »[4].
  - Des colons israéliens, protestant contre les plans du gouvernement israélien de démanteler des colonies sauvages, ont attaqué des véhicules palestiniens avec des pierres blessant 4 Palestiniens. Ils ont aussi attaqué des villageois et brûlé ou détruit des terres agricoles palestiniennes dans la région proche de Naplouse (nord). 6 civils israéliens ont été arrêtés ainsi que Michael Ben-Ari, un député israélien d'extrême-droite près de Yitzhar[5].

- Mercredi 3 juin 2009 : L'armée israélienne procède au démantèlement de deux barrages militaires à Rimonim et à Bir Zeit, près de Ramallah. Elle maintient au total plus de 600 points de contrôle en Cisjordanie. D'autre part, le poste de contrôle d'Assira al-Chamalia, au nord de Naplouse, fonctionnera désormais 24h/24h afin de faciliter les mouvements de la population dans cette région. Ces mesures ont été prises en collaboration avec le responsable des affaires civiles de l'Autorité palestinienne, Hussein El-Cheikh qui déclare : « C'est un pas dans la bonne direction, mais insuffisant car il y a des centaines de postes de contrôle en Cisjordanie […] Nous  voulons le démantèlement de tous ces postes en Cisjordanie »[6].

- Jeudi 4 juin 2009 : Un accrochage armé a opposé des policiers palestiniens à des activistes du Hamas retranchés dans une maison à Qalqilya (nord). Les services de sécurité palestiniens sont dominés par le Fatah, le parti du président Mahmoud Abbas, que le Hamas a délogé de la bande de Gaza lors d'un coup  de force en juin 2007. Trois activistes du Hamas et un membre des services de sécurité palestiniens ont été tués. La maison appartient à un membre du Hamas détenu par l'Autorité palestinienne[7].

- Vendredi 5 juin 2009 : Des soldats israéliens ont ouvert le feu lors d'une manifestation contre la barrière de séparation dans le village de Nilin (ouest de Ramallah, tuant un Palestinien de 35 ans et en blessant un autre de 15 ans.

- Mercredi 10 juin 2009 : Premier cas avéré de grippe H1N1 dans les territoires palestiniens sur un enfant de 4 ans de retour des États-Unis.

- Mardi 23 juin 2009 : Le ministre israélien de la Défense, Ehoud Barak, donne son feu vert à la construction de 300 nouvelles habitations à Talmon, une colonie juive, dont 60 sont en cours de construction.

- Lundi 29 juin 2009 : Le ministre israélien de la Défense, Ehoud Barak, a autorisé la construction de 50 logements de plus dans la colonie d'Adam, en Cisjordanie, pour permettre aux quelque 200 Israéliens installés à Migron, la plus grande colonie sauvage de Cisjordanie, de s'installer à Adam. Cette autorisation s'inscrit dans un projet  beaucoup plus vaste de 1.450 unités de logements qui doivent être construits à l'avenir dans cette colonie[8].

### Juillet 2009
- Samedi 18 juillet 2009 : L'autorité palestinienne autorise la chaîne d'information en continu qatarie Al-Jazira à reprendre le travail en Cisjordanie, après quatre jours de suspension à la suite de la diffusion par Al-Jazira, d'un reportage relayant un document diffusé par le secrétaire général en exil du comité central du Fatah, Farouk Kaddoumi, qui accuse le président de l'Autorité palestinienne Mahmoud Abbas d'avoir, en liaison avec Israël, comploté en 2003 en vue de tuer Yasser Arafat et mort en novembre 2004 d'un mystérieux mal qui n'a jamais été clairement identifié[9]